# Casimiro Gennari
Casimiro Gennari (né le 29 décembre 1839 à Maratea en Basilicate, et mort le 31 janvier 1914 à Rome) est un cardinal italien du début du XXe siècle.

## Biographie
Gennari est le fondateur du mensuel Il Monitore Ecclesiastico, pour aider le clergé d'être au courant de la doctrine de l'Église. Il est élu évêque de Conversano en 1881. Le pape Léon XIII le crée cardinal lors du consistoire du 15 avril 1901.
Il participe au conclave de 1903, lors duquel Pie X est élu pape. Il est préfet de la Congrégation du Concile en 1908.

## Source
- Fiche du cardinal sur le site fiu.edu